# Monument Avenue
Monument Avenue est une voie de circulation située à Richmond en Virginie, aux États-Unis. C'est un exemple du style d'urbanisme « Grand American Avenue ».

## Situation
L'avenue s'étend sur 9 000 m depuis le Stuart Circle au sud-est, dans le prolongement de West Franklin Street jusqu'à Horsepen Road au nord-ouest, dans le comté de Henrico. Elle est formée de deux chaussées à deux voies de circulation séparées par un terre-plein central engazonné et planté d'arbres sur deux rangées.

## Histoire
Le principe de création de cette artère est lancé après la mort du général Robert Lee en 1870 afin d'accueillir un monument en hommage à ce dernier. Les plans de la ville datant de 1887 montrent le site proposé, un terrain circulaire situé juste après la fin de West Franklin Street sur des terrains appartenant à Otway C. Allen, un riche citoyen de la ville. Le projet du monument s'accompagne de la création prévue d'une grande avenue s'étendant vers l'ouest bordée d'arbres le long d'une bande herbeuse centrale, conformément au style d'urbanisme City Beautiful en vogue à cette époque. Le plan montre des terrains à bâtir qu'Allen avait l'intention de vendre aux développeurs et à ceux qui souhaitaient construire des maisons sur la nouvelle grande avenue. L'architecte principal est John Russell Pope.
La zone du « Monument Avenue Historic District » qui englobe Monument Avenue est inscrite sur le Registre national des lieux historiques depuis 1970. En 2007, l'American Planning Association a désigné Monument Avenue parmi les dix grandes rues du pays.
Jusqu'en 2020, l'avenue comprend plusieurs statues et monuments comme celui de Robert Lee (érigé en 1890) et d'autres participants confédérés de la guerre de Sécession, Jeb Stuart, Jefferson Davis, Stonewall Jackson.
Depuis les manifestations contre la mort de George Floyd en mai 2020, les statues « confédérées » ont disparu, déboulonnées par les manifestants ou retirées par les autorités de la ville.

## Monuments

### Jeb Stuart
Situé au début de l'avenue, au milieu du Stuart Circle, le monument à Jeb Stuart se présentait sous la forme d'une statue équestre en bronze reposant sur un socle de granit. Érigé en 1907, il est l'œuvre du sculpteur new-yorkais Frederick Moynihan (1843-1910). Stuart était représenté tourné en selle face à l'est, tandis que le cheval faisait face au nord. Il est retiré le 7 juillet 2020.

### Robert Lee
Le monument au général Robert Lee est chronologiquement le premier à avoir été inauguré sur l'avenue en 1890. S'élevant sur un vaste rond-point à l'intersection avec l'avenue Allen, il était formé d'une statue équestre de Lee, œuvre du sculpteur français Antonin Mercié, supportée par un imposant socle, l'ensemble mesurant plus de 18 m de hauteur. Après une décision de la Cour suprême de Virginie, la statue est retirée le 8 septembre 2021.

### Jefferson Davis
Cet imposant mémorial construit en 1907, situé à l'intersection avec l'avenue Davis, est formé d'un portique semi-circulaire comportant deux piliers de forme carrée et treize colonnes de style dorique. Au centre, s'élève une colonne du même style d'une hauteur de 20 m au pied de laquelle se dressait jusqu'en 2020 la statue de Jefferson Davis sur un socle de pierre, et couronnée d'un chapiteau supportant une statue en bronze représentant une figure féminine appelée Vindicatrix. Lors des protestations suivant la mort de George Floyd, les émeutiers déboulonnent la statue de Davis le 10 juin 2020. Celle de Vindicatrix est elle retirée sur décision des autorités municipales le 8 juillet suivant. En février 2022, le reste du monument, y compris la colonne principale et la colonnade, a été entièrement démonté et il n'en demeure plus aucune trace sur son site d'origine. Une capsule temporelle a été retrouvée pendant les travaux.

### Stonewall Jackson
Située à l'intersection avec le boulevard Arthur Ashe nord, la statue équestre en bronze de Stonewall Jackson, œuvre de Frederick William Sievers (1872-1966), a été érigée en 1919 et retirée le 1er juillet 2020.

### Matthew Fontaine Maury
Le monument commémoratif en l'honneur de Matthew Fontaine Maury dit l'« éclaireur de la mer » est inauguré le 11 novembre 1929. Situé à l'intersection avec l'avenue Belmont, il était formé d'un petit piédestal soutenant la statue assise de Maury en bronze, œuvre de Frederick William Sievers, adossé à un haut piédestal supportant lui un globe également en bronze. La statue et le globe ont été retirés en juillet 2020.

### Arthur Ashe
Le monument, d'une hauteur totale de 8,5 m, en l'honneur du joueur de tennis Arthur Ashe, natif de la ville, s'élève depuis 1996 à l'intersection avec Roseneath Road. Il a été conçu par Paul DiPasquale. Sur un piédestal cylindrique en granit, la statue en bronze de 3,7 m de haut représente le sportif debout tenant une raquette dans sa main gauche et des livres dans sa main droite. À ses pieds, il est entouré de statues d'enfants. Depuis 2021, c'est le seul monument demeuré en place sur l'avenue.

## Manifestations
Monument Avenue est le site de plusieurs événements annuels, comme la Monument Avenue 10K — une course annuelle de 10 000 mètres — et des défilés en costumes d'époque de la guerre de Sécession (notamment à l'initiative des Sons of Confederate Veterans).

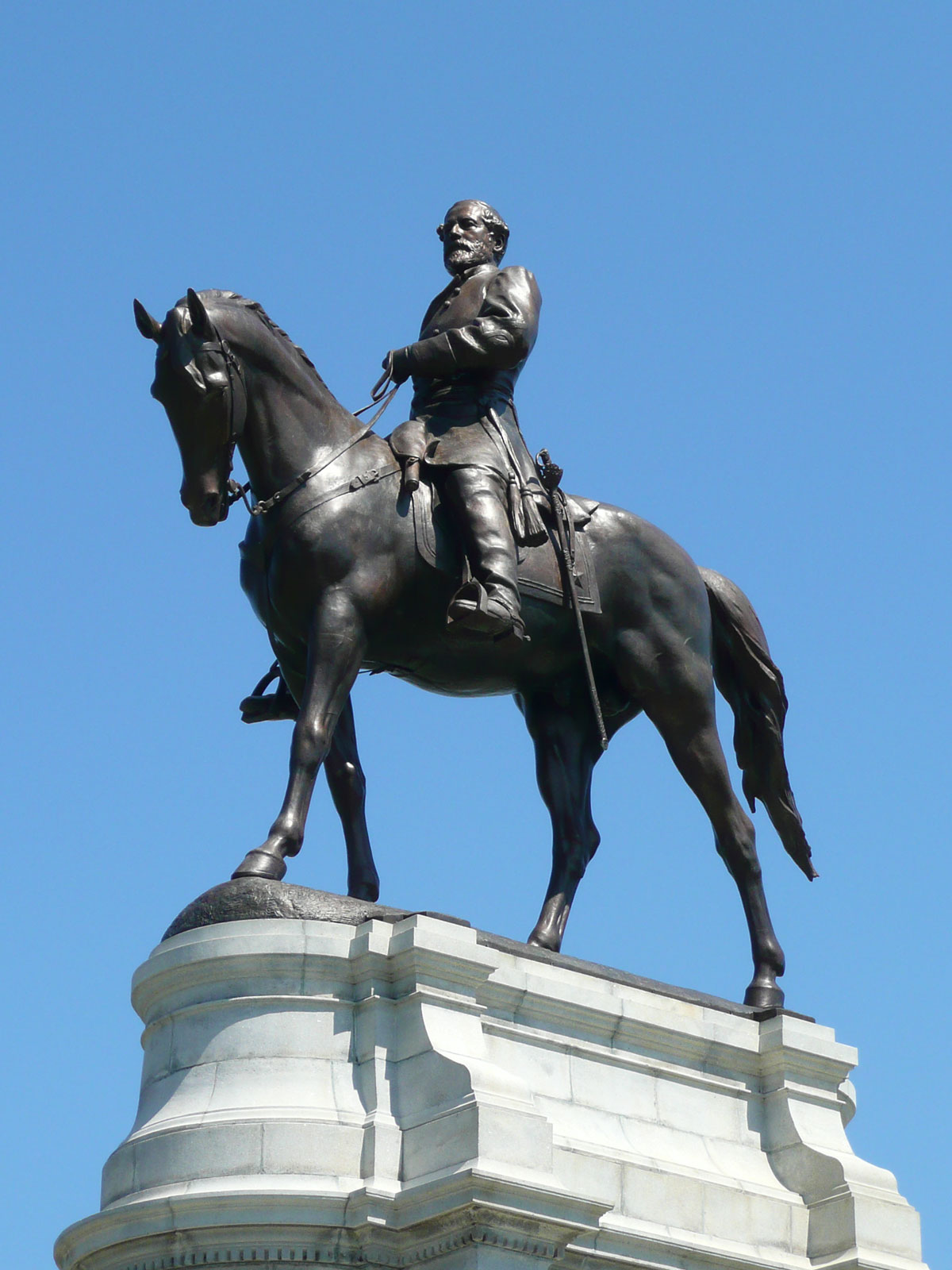
Monument Robert Lee (déboulonné le 8 septembre 2021).
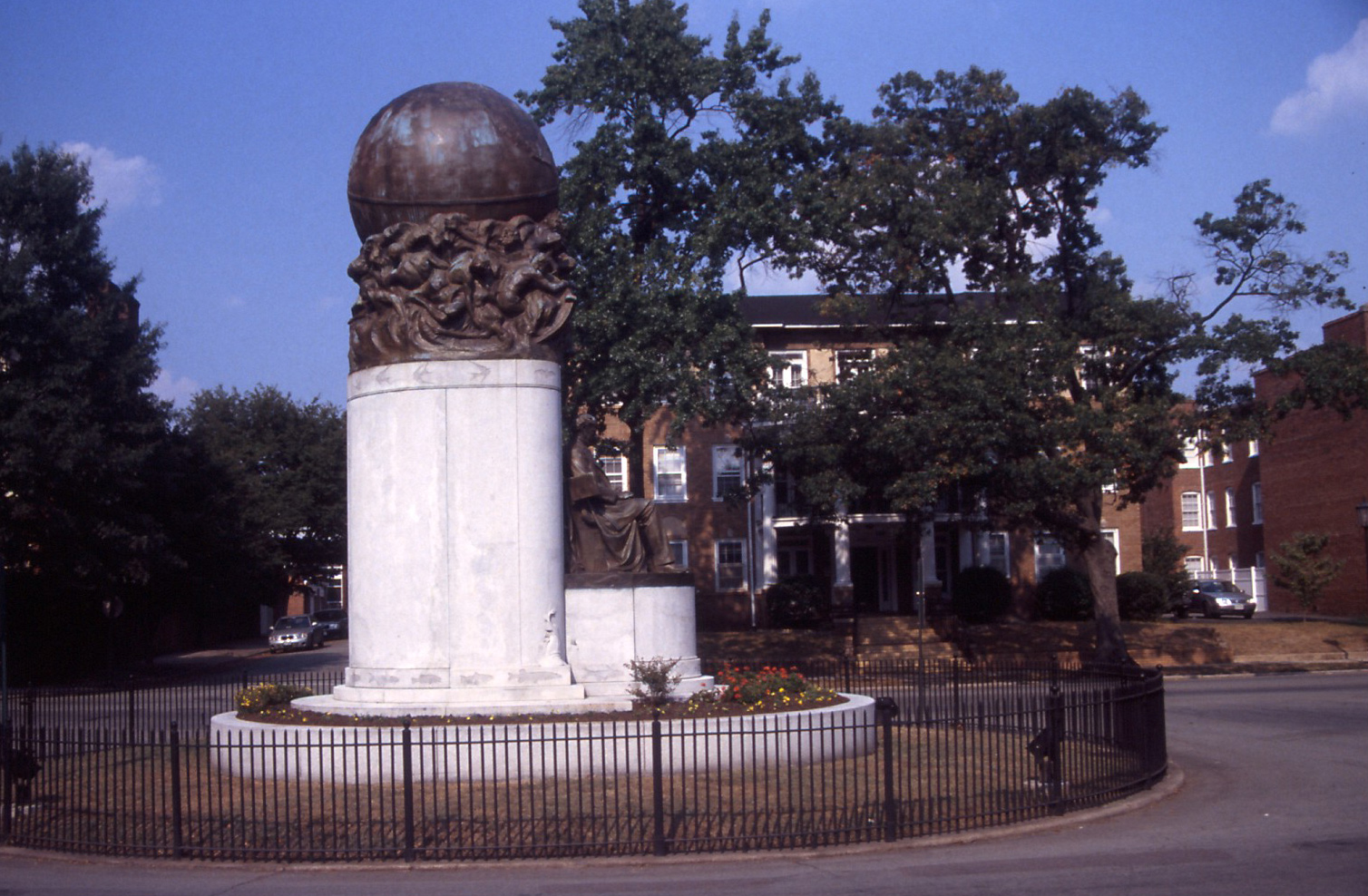
Monument Matthew Fontaine Maury (enlevé le 2 juillet 2020).
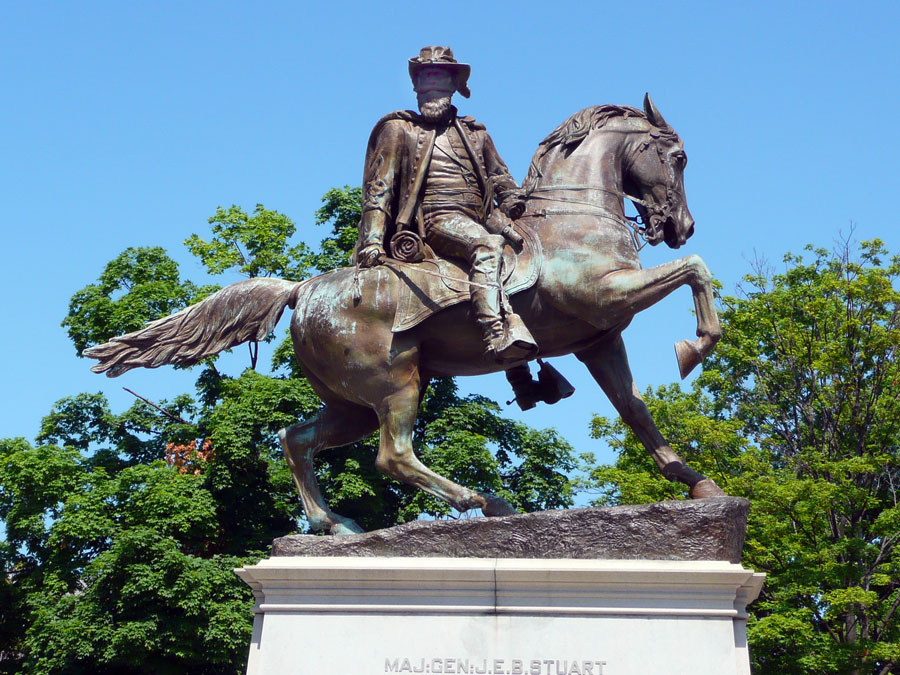
Monument Jeb Stuart (enlevé le 7 juillet 2020).
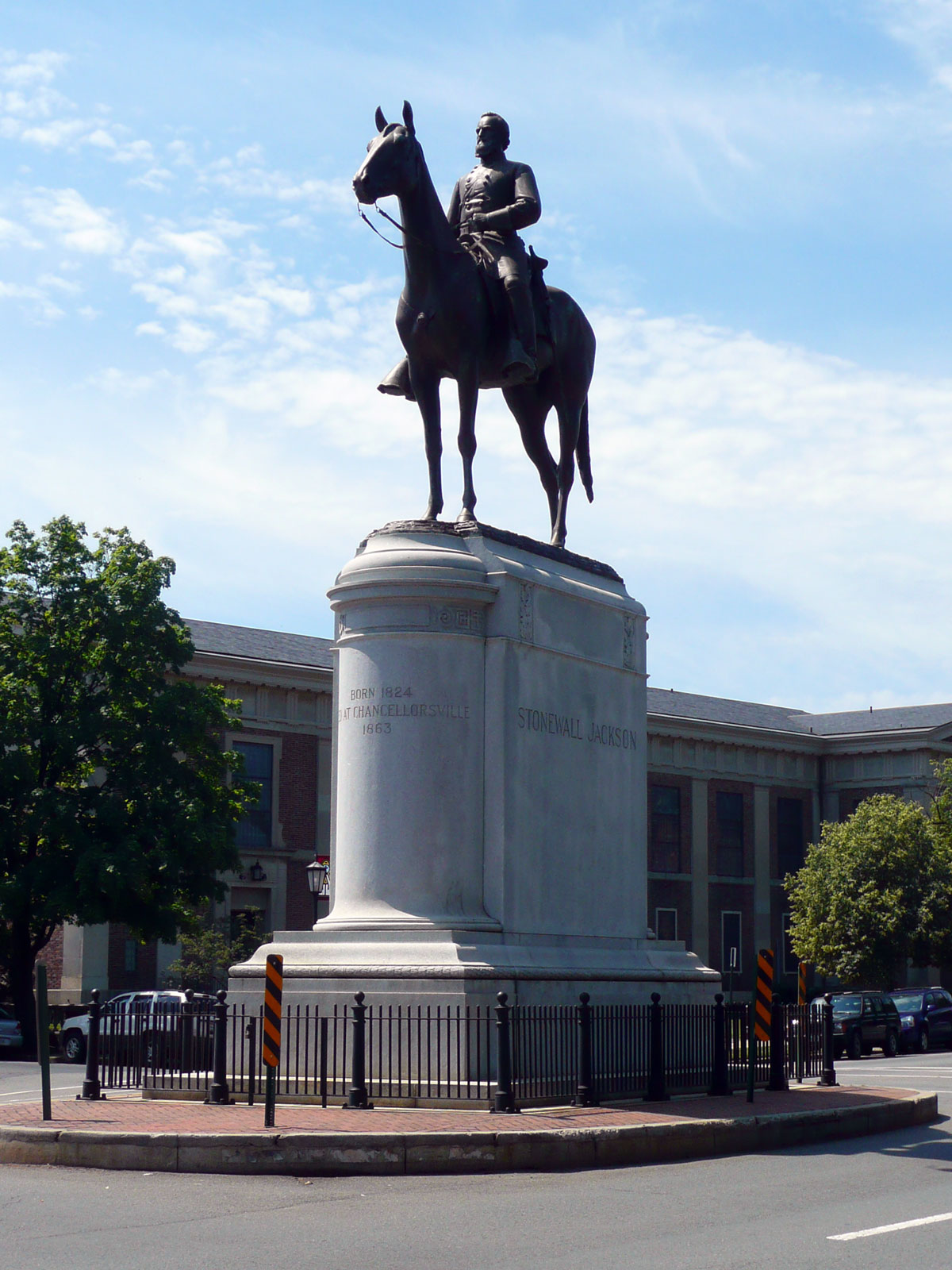
Monument « Stonewall » Jackson (enlevé le 1er juillet 2020).